# جائزة ألمانيا الكبرى 2001
جائزة ألمانيا الكبرى 2001 (بالإنجليزية: 2001 German Grand Prix)‏ هو سباق فورمولا 1 أقيم بتاريخ 29 يوليو 2001 في هوكنهايم، بادن-فورتمبيرغ، ألمانيا. كان الثاني عشر من أصل 17 في بطولة العالم لسباقات الفورمولا واحد موسم 2001. حلّ الألماني رالف شوماخر أولا بينما جاء البرازيلي روبنز باركيلو في المركز الثاني وحصل على المركز الثالث الكندي جاك فيلنوف.